# Polyrhachis spinicola
Polyrhachis spinicola är en myrart som beskrevs av Auguste-Henri Forel 1894. Polyrhachis spinicola ingår i släktet Polyrhachis och familjen myror. Inga underarter finns listade i Catalogue of Life.